# 硬结原爱神螺
硬结原爱神螺（学名：Proterato callosa）为爱神螺科原爱神螺属的动物。分布于日本海经本州向南至冲绳、台湾岛以及中国大陆的沿海、从山东向南到广西、海南岛西南方的邻昌等地，多见于潮间带至水深50m的海底。该物种的模式产地在中国海域。